# Farhat Mustafin
Farhat Mustafin (n. 7 septembrie 1950, Moscova, RSFS Rusă, URSS) este un luptător ce a reprezentat Uniunea Republicilor Sovietice Socialiste, medaliat olimpic. A participat la o ediție a Jocurilor Olimpice (1976) în care a câștigat o medalie de bronz.

## Participări
Lista de mai jos prezintă principalele competiții la care a participat Farhat Mustafin de-a lungul carierei.
- wrestling at the 1976 Summer Olympics – men's Greco-Roman 57 kg[*]